# إيزادور إبستاين
إيزادور إبستاين (بالإنجليزية: Isadore Epstein)‏ هو عالم فلك إستوني وأمريكي، ولد في 23 أكتوبر 1919 في تالين في إستونيا، وتوفي في 17 سبتمبر 1995 في نيويورك في الولايات المتحدة.